# Hana Geißendörfer

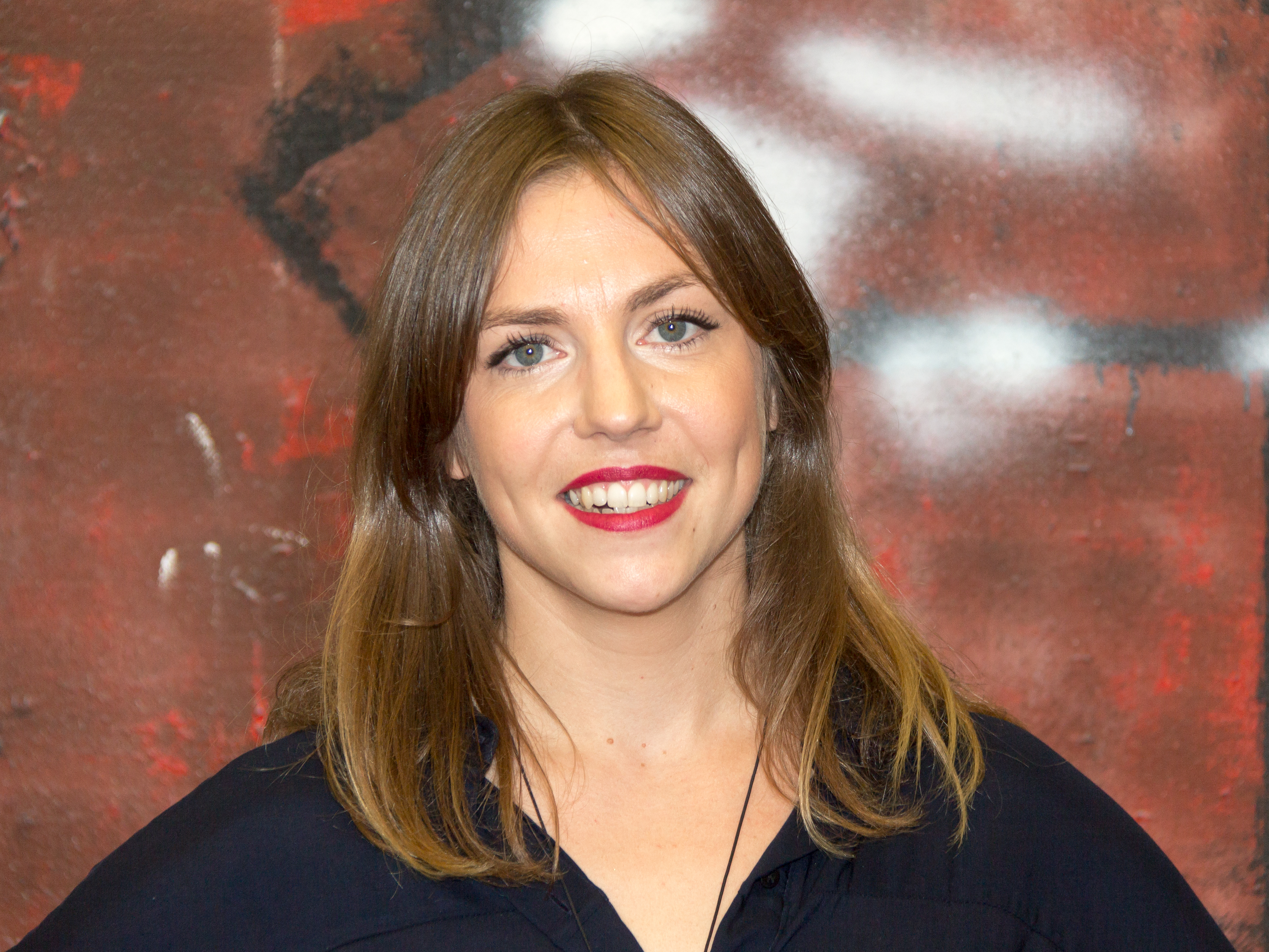
Hana Geißendörfer (2015)

Hana Geißendörfer (* 1984 in London, England) ist eine deutsch-britische Regisseurin, Autorin und Produzentin.

## Leben
Hana Geißendörfer wurde in London geboren und wuchs dort und auf Rhodos auf. Ihr Vater ist der Regisseur und Autor Hans W. Geißendörfer. Seit 2008 lebt sie in Deutschland.
Zunächst studierte sie Volkswirtschaftslehre an der Universität Bristol, ehe sie ein Masterstudium in Regie an der Internationalen Filmschule in Paris absolvierte. Dort führte sie bei zwei Kurzfilmen Regie. 2010 folgte ihr Kurzfilm Hermann und sie war in der Film- und TV-Branche als Regieassistentin tätig.

## Lindenstraße
2013 und 2014 war sie als Drehbuchautorin für die Serie tätig und von 2015 bis 2019 verantwortete sie mit ihrem Vater Hans W. Geißendörfer, dem Produzenten und Erfinder der Lindenstraße, die Serie als Produzentin bis zum letzten Drehtag am 20. Dezember 2019.

## Filmografie (Auswahl)
- 2013–2020: Lindenstraße (Fernsehserie)
- 2015: Der Bunker
- 2019: Der Hauptgewinn
- 2020: Polizeiruf 110: Frau Schrödingers Katze
- 2022: Souls (Fernsehserie)
- 2022: Tatort: Das Opfer
- 2022: Der Fuchs
- 2023: Unbestechlich